# Тегозеро (озеро)
Тегозеро (Тег-озеро) — озеро на территории Сумпосадского сельского поселения Беломорского района Республики Карелии.

## Общие сведения
Площадь озера — 4,1 км², площадь водосборного бассейна — 36,5 км². Располагается на высоте 35,8 метров над уровнем моря.
Форма озера лопастная, продолговатая: вытянуто с северо-запада на юго-восток. Берега изрезанные, каменисто-песчаные.
Через озеро протекает река без названия, которая, протекая выше через Щукозеро, впадает в реку Суму, впадающую, в свою очередь, в Онежскую губу Белого моря (Поморский берег).
В озере более десятка безымянных островов различной площади, однако их количество может варьироваться в зависимости от уровня воды.
На южном берегу озера располагается деревня Пертозеро, через которую проходит лесная дорога.
На западном берегу озера располагается посёлок при станции Тегозеро и одноимённая железнодорожная станция линии Беломорск — Обозерская, проходящей вдоль западного берега Тегозера.
Код объекта в государственном водном реестре — 02020001411102000009049.